# Rudolf Levy

Rudolf Levy; Selbstbildnis (1943)

Rudolf Levy (* 15. Juli 1875 in Stettin; † 6. Februar 1944 in Auschwitz vor der offiziellen Einlieferung ins Konzentrationslager) war ein deutscher Maler des Expressionismus.

## Leben
Rudolf Levy war das erste Kind einer orthodox-jüdischen Familie. Seine Eltern waren Julius und Therese Levy, seine Geschwister Paul Levy (1876–1943), der im KZ Auschwitz-Birkenau ermordet wurde, und Käthe Levy (1879–1954), die nach Tel Aviv auswanderte. Die Eltern widersetzten sich dem Wunsch des Sohnes, Künstler zu werden.
Die Familie übersiedelte von Stettin nach Danzig, wo Rudolf seine Kindheit und Jugend verbrachte. Nach dem Besuch des Gymnasiums erlernte er von 1890 bis 1892 zunächst den in den Augen des Vaters anständigen Beruf des Kunstschreiners. Seine künstlerische Ausbildung begann im Jahr 1895 an der Staatlichen Akademie der Bildenden Künste Karlsruhe (damals Kunstgewerbeschule Karlsruhe).
1897 ging Levy zusammen mit Hans Purrmann nach München, um Kunstmaler zu werden. An der Akademie der Bildenden Künste wurde er 1899 in die Naturklasse von Nikolaus Gysis aufgenommen, studierte dann in der privaten Malschule von Heinrich Knirr, in der u. a. Paul Klee, Eugen von Kahler, Hermann Haller und Georges Kars seine Mitschüler waren. Levy war Mittelpunkt der Künstlervereinigung Sturmfackel, die sich im Schwabinger Café Stefanie traf; Alfred Kubin, Albert Weisgerber, Walter Bondy, Alexander von Salzmann, Gino von Finetti, Ernst Stern u. a. gehörten hierzu. Mit Albert Weisgerber war er u. a. eng befreundet. Levys Trauerspiel Sappho kam um 1900 im Atelier des Malers Ernst Stern zur Aufführung. 1901/02 studierte Levy dann Freilichtmalerei bei Heinrich von Zügel.

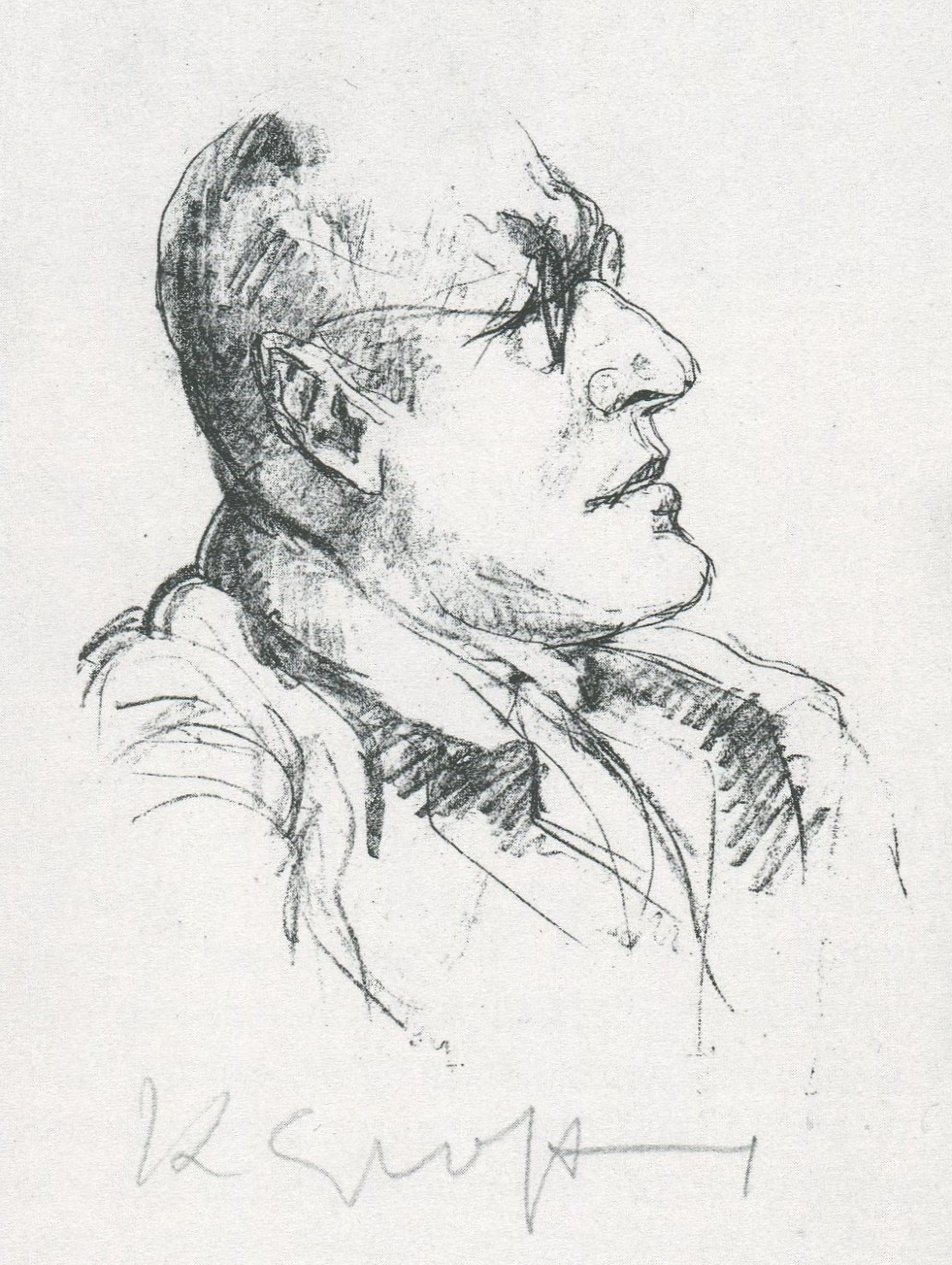
Rudolf Levy, Federzeichnung von Rudolf Großmann, (1906)

Im Herbst 1903 ging er nach Paris und wurde mit Hans Purrmann und Walter Bondy zum Begründer des Kreises deutschsprachiger Künstler, die im „Café du Dôme“ ihr Hauptquartier hatten. 1905 war er mit seiner Malerei auf dem „Dritten Pariser Herbstsalon“ im Grand Palais vertreten sowie 1906 auf dem „Vierten Pariser Herbstsalon“ mit dem Gemälde „Sitzender weiblicher Akt mit Fächer“. Ab 1907 studierte Levy Malerei im damals neu gegründeten Schüler-Atelier bei Matisse.
In den Jahren 1910 bis 1913 unternahm Levy Reisen nach Tunis und regelmäßig nach Südfrankreich, mit den Orten Cassis, L’Estaque und Sanary-sur-Mer, die sich in einem weiter abstrahierenden Stil in seiner Malerei niederschlugen.
1912 nahm Levy mit zwei Werken an der Kölner Sonderbundausstellung teil. Seine Teilnahme an Ausstellungen wurde durch den Ausbruch des Ersten Weltkriegs unterbrochen. Levy meldete sich als Freiwilliger und kämpfte als deutscher Soldat in Frankreich, im Artois und in Flandern und erhielt 1915 das Eiserne Kreuz.
Im Jahre 1919 kehrte der Künstler nach Deutschland zurück, beteiligte sich an der ersten Ausstellung der Gruppe Das Junge Rheinland in Düsseldorf. Im Kreis um den Galeristen Alfred Flechtheim, der seine Düsseldorfer Galerie 1919 wiedereröffnet hatte, traf Levy viele Freunde aus den Pariser Jahren vor 1914 wieder. Der Künstler malte vorwiegend Stillleben, daneben auch Porträts und Landschaften. In München heiratete er am 29. Dezember 1919 die Fotografin und Schauspielerin Eugenie Schindler (1894–1953), Künstlername Genia Morelli.
Nach Aufenthalten in verschiedenen Städten ließ er sich 1921 in Berlin nieder. Hier organisierte 1922 der Galerist Flechtheim Rudolf Levys erste Einzelausstellung. Gezeigt wurden Landschaften, Stillleben und Porträts, und Flechtheim machte ihn damit zum ersten Mal breiteren Kreisen bekannt. Deutsche Kunstkritiker sprachen Lob und Anerkennung aus. In den 1920er Jahren erlangte er zunehmend Erfolge und nahm an zahlreichen Ausstellungen im In- und Ausland teil.
Von 1924 bis 1926 hielt sich Levy erneut in Paris auf und wurde dort für Flechtheim zu einem wichtigen Vertreter, der ihm Kontakte zu Künstlern und Ausstellern in Paris vermittelte. Während seiner Sommeraufenthalte in Sanary-sur-Mer malte Levy zahlreiche Landschaften, die bei Flechtheim in Berlin und Düsseldorf gezeigt wurden. Seinen 50. Geburtstag am 15. Juli 1925 feierte er in der Galerie von Flechtheim in Düsseldorf. Freunde und Malerkollegen aus all den Jahren nahmen teil, darunter Ernst Aufseeser, Walter Cohen, Ferdinand Carl Cürten, Werner Heuser, Ari Walter Kampf, Wilhelm Kreis, Heinrich Nauen die Brüder Alfred und Otto Sohn-Rethel, Max Ferdinand Vautier (* 1900), Alex Vömel, Otto von Wätjen, Fritz Westendorp und Mariele Westendorp (1899–1960).
1927 kam Levy wieder nach Berlin. Zu seinem Freundeskreis zählten Erika und Klaus Mann, Gustaf Gründgens, Erik Charell, Salomo Friedlaender, Renée Sintenis, Joachim Ringelnatz und Ernst Stern. 1928 wurde Levy Vorstands- und Jurymitglied der Berliner Secession zusammen mit Hans Purrmann, Charlotte Berend-Corinth, George Grosz und Max Pechstein und engagierte sich bis zu seiner Emigration 1933. Levy gründete 1929, vermutlich in Anlehnung an das Matisse-Schüler-Atelier, eine private Malschule am Kurfürstendamm. In den letzten Berliner Jahren malte er vor allem Porträts und Stillleben.

### Emigration
Aufgrund der Judenverfolgung verließ Rudolf Levy am 1. April 1933 Deutschland und reiste an die italienische Riviera nach Rapallo, wo sein Freund und Schüler Bob Gesinus-Visser ein Haus, die „Villa Olimpo“, besaß. Levy wohnte dort eine Zeitlang mit Oskar Kokoschka, bevor er nach Paris und von da aus 1935 nach Mallorca ging. In Cala Rajada traf er andere Emigranten wie Franz Blei, Heinrich Maria Davringhausen, Arthur Segal und Karl Otten. Nach Ausbruch des Spanischen Bürgerkriegs verließ Levy im August 1936 die Insel und bestieg ein Schiff nach New York, wo ihn der Freund Erik Charell erwartete. Trotz Aufenthaltserlaubnis bis Oktober 1937 wollte Levy nicht in den USA bleiben, kehrte im Mai 1937 nach Europa zurück und reiste zunächst nach Zaton (Dubrovnik) in Kroatien und 1938 weiter nach Ischia. Dort verweilte er in der Künstlerkolonie mit Karli Sohn-Rethel, Kurt Craemer (1912–1961), Werner Gilles, Max Peiffer Watenphul und Eduard Bargheer, mit welchen er sich befreundete. Levy lebte von gelegentlichen Bilderverkäufen und erhielt finanzielle Unterstützung von seiner Familie, auch von seiner inzwischen von ihm geschiedenen Frau Genia.
Den Kriegsausbruch 1939 erlebte er mit Karli Sohn-Rethel und Kurt Craemer auf der Insel Procida. Im Herbst 1939 wurde seine Aufenthaltsgenehmigung auf Ischia nicht verlängert und Levy musste zum 25. November 1939 Italien verlassen. Erik Charell, bereits in den USA, versuchte für Levy ein Visum zu erwirken. Alle Versuche, auch Alternativen nach Chile oder Brasilien, schlugen fehl – dies offenbar aus finanziellen Gründen: 500 Dollar kostete die Reise, 500 Dollar mussten für die Bürgschaft hinterlegt werden.
Im Dezember 1940 übersiedelte Levy nach Florenz, wo ihn seine Freunde Heinz Battke und Kurt Craemer erwarteten. In der Pension der Schwestern Bandini, die sich im Palazzo Guadagni an der Piazza Santo Spirito befand, kam er unter. Im Caffè Le Giubbe Rosse an der Piazza della Repubblica trafen sich Künstler und Emigranten. Levy begann wieder zu malen; es entstand sein Alterswerk, das vorwiegend aus Stillleben bestand, aber auch aus Porträtmalerei. Einen Teil seines Lebensunterhaltes konnte Levy durch Bilderverkäufe bestreiten, Florentiner Sammler interessierten sich für seine Malerei.
Im Mai 1943 zogen sich Levy mit Purrmann und Friedrich Kriegbaum wegen der Kriegsgefahr nach Saltino-Vallombrosa bei Florenz zurück. Als Florenz am 11. September 1943 vom Deutschen Reich besetzt wurde und somit die deutschen antijüdischen Gesetze Gültigkeit in den besetzten Gebieten erhielten, war Levy auch in Italien vor Entdeckung und Deportation nicht sicher. Er wurde von Freunden gewarnt und konnte zunächst untertauchen.

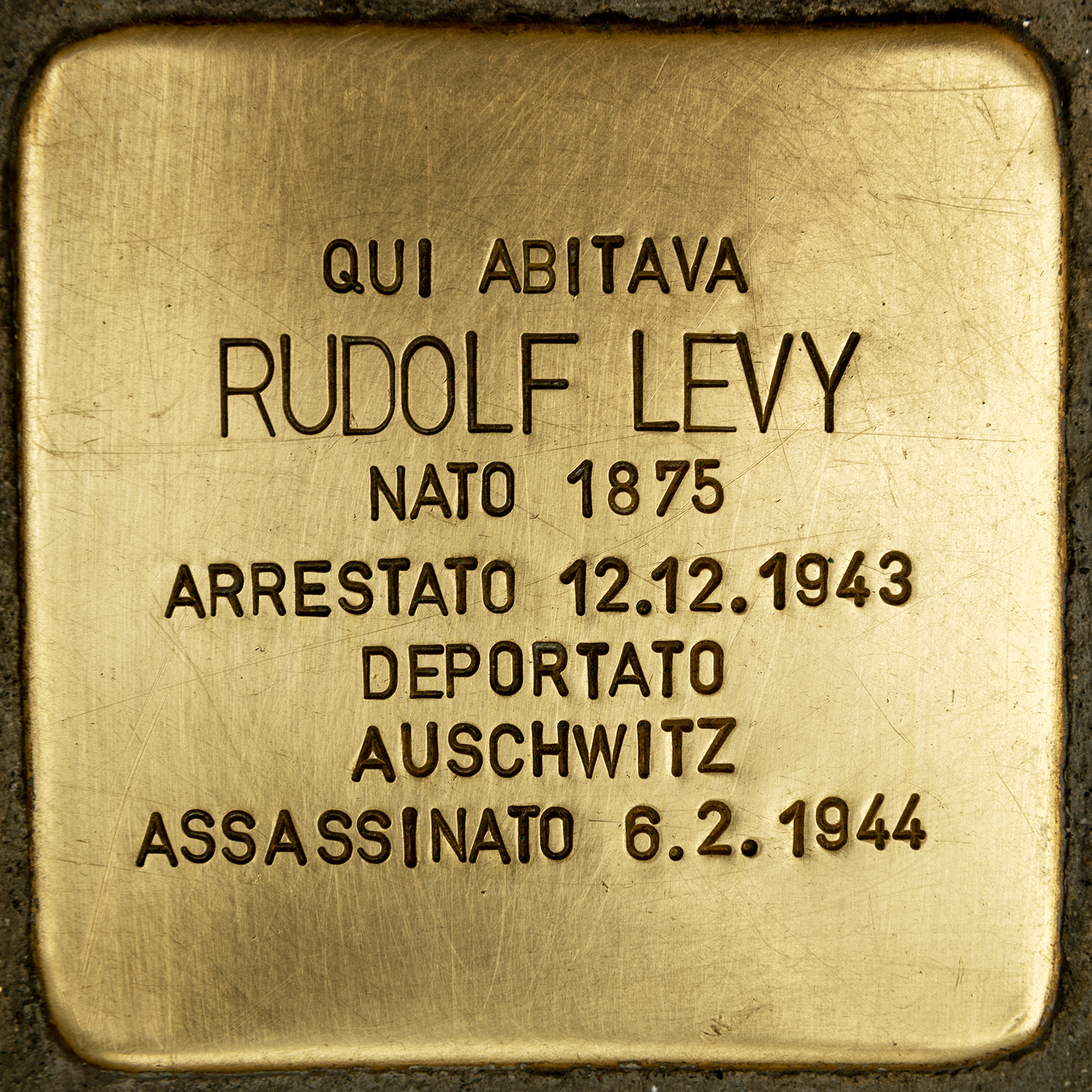
2022 wurde vor dem Palazzo Guadagni in Florenz, wo Levy zuletzt lebte, arbeitete und auch verhaftet wurde, ein Stolperstein für ihn verlegt.

Im Dezember 1943 täuschten ihn als Kunsthändler getarnte SS-Leute, unter dem Vorwand, sie wollten seine Bilder kaufen, und lockten ihn in eine Falle. Arglos kehrte Levy zurück in seine alte Wohnung in der Pensione Bandini, wo er am 12. Dezember 1943 von Gestapo-Beamten verhaftet und in das Florentiner Gefängnis Le Murate gebracht wurde. Als am 30. Januar 1944 von Florenz über Carpi bei Modena und Mailand ein Transportzug jüdischer Gefangener nach Auschwitz ging, war Rudolf Levy mit der Nummer 297 auf der Liste. Am 6. Februar 1944 erreichte der Zug das Vernichtungslager. Rudolf Levys Name steht nicht auf der Liste der in das Lager Aufgenommenen, denen nach der Ankunft die Häftlingsnummer eingebrannt wurde. Er muss demnach, wie die überwiegende Mehrzahl der mit demselben Transport Eingetroffenen, nach der Selektion in die Gaskammer geschickt worden sein. Erwägt man sein Alter, ist es jedoch nicht gänzlich auszuschließen, dass er bereits während der Fahrt umgekommen ist.
1937 wurden in der nationalsozialistischen Aktion „Entartete Kunst“ nachweislich zehn Tafelbilder und vier Druckgrafiken Levys aus öffentlichen Sammlungen beschlagnahmt.
Seine Werke sind in zahlreichen öffentlichen Sammlungen, wie im Museum Pfalzgalerie Kaiserslautern, im Landesmuseum Mainz, im Kunstmuseum Gelsenkirchen, im Lehmbruck-Museum in Duisburg, im Kunstmuseum Moritzburg Halle (Saale) und im Museum Kunst der Verlorenen Generation, Salzburg, sowie in größeren und kleineren Privatsammlungen vertreten.
Rudolf Levy war Mitglied im Deutschen Künstlerbund.

## 1937 als „entartet“ aus öffentlichen Sammlungen beschlagnahmte Werke
- Landschaft (Öl, 46 × 55 cm, 1911; Museum Folkwang Essen; 1940 zur „Verwertung“ auf dem Kunstmarkt an den Kunsthändler Bernhard A. Böhmer. Verbleib ungeklärt.)[16]
- Stillleben mit Keramikkrug, Flasche und Früchten (Öl, 65 × 81 cm, 1911, WV Thesing 22; Wallraf-Richartz-Museum Köln; 1939 über die Luzerner Galerie Fischer für 610 SFr. versteigert)[17]
- L'Estaque (Öl, 59 × 73 cm, 1914, WV Thesing 35; Kronprinzen-Palais der Nationalgalerie Berlin; Verbleib ungeklärt)[18]
- Stillleben mit Fruchtschale und Krug (Tafelbild, 1920/21, WV Thesing 50; Nassauisches Landesmuseum Wiesbaden; 1937/1938 in den Propaganda-Ausstellungen „Der ewige Jude“ in München vorgeführt. Verbleib ungeklärt.)[19]
- Stillleben mit Pfeifen, Krug und Flaschen (Öl, 63 × 49 cm, 1923, WV Thesing 79; Württembergische Staatsgalerie Stuttgart. Verbleib ungeklärt.)[20]
- Weintrauben (Öl, 1924, WV Thesing 93; Kunstsammlungen der Stadt Düsseldorf; Verbleib ungeklärt)[21]
- Stillleben mit Früchten (Öl, 55 × 66 cm, um 1924, WV Thesing 282; Städelsches Kunstinstitut und Städtische Galerie Frankfurt/Main; Verbleib ungeklärt)[22]
- Blick auf die Bucht von Sanary (Öl, 65 × 81 cm, 1924, WV Thesing 86; Kunsthalle Hamburg; 1937/1938 in den Propaganda-Ausstellungen „Der ewige Jude“ in München vorgeführt. Verbleib ungeklärt.)[23]
- Küstenlandschaft bei Sanary (Öl, 64 × 82 cm, 1924, WV Thesing 90; Wallraf-Richartz-Museum Köln; 1940 zur „Verwertung“ auf dem Kunstmarkt an den Kunsthändler Bernhard A. Böhmer. Zuletzt 1955 in Stuttgart für 600 DM versteigert.)[24]
- Der Hafen von Marseille (Öl, 53,7 × 64,8 cm, 1926, WV Thesing 107; Museum für Kunst und Kunstgewerbe Stettin; Verbleib ungeklärt.)[25]
- Konvolut von vier Radierungen (Städtisches Kunst- und Gewerbemuseum Dortmund; vernichtet)